# Werauhia boliviana
Werauhia boliviana là một loài thuộc chi Werauhia. Đây là loài đặc hữu của Bolivia.